# Podleśna Wola
Podleśna Wola – wieś w Polsce położona w województwie małopolskim, w powiecie miechowskim, w gminie Miechów.
Wieś położona w końcu XVI wieku w powiecie ksiąskim województwa krakowskiego była własnością klasztoru bożogrobców w Miechowie. W latach 1975–1998 miejscowość administracyjnie należała do województwa kieleckiego.
Wieś położona na Wyżynie Miechowskiej, w okolicach Bukowej Góry.